# Robert de Lens de Meulebeke
Robert Marie Alexandre Ghislain de Lens (Ooigem, 7 juni 1738 - Gent, 19 augustus 1818) was een Zuid-Nederlands edelman.

## Levensloop
In 1664 werd voor het eerst een de Lens in de adel bevestigd. Het ging om François de Lens, die door koning Filips IV verheven werd tot graaf van Blendeke (Frans: Blendecques). Hij behoorde tot een familietak die in 1767 uitstierf.
Robert de Lens was een zoon van Nicolaas de Lens, heer van Poeke, Terbeke en Bavikhove, en van Liévine de Beer, vrouwe van Moorsele, uit het geslacht van de barons van Meulebeke.
Onder het ancien régime was hij baron van Meulebeke, heer van Ooigem en van Poeke. In 1816 werd hij erkend in de erfelijke adel en benoemd in de Ridderschap van de provincie West-Vlaanderen, met de dubbele titel van graaf en baron, overdraagbaar bij eerstgeboorte. Zijn zoon, Philippe de Lens, werd samen met hem in de Ridderschap opgenomen.
Robert de Lens trouwde in 1763 met barones Marie de Zinzerling (1741-voor 1818). Ze kregen acht kinderen. De dochters trouwden met leden van de adellijke families Rodriguez y Vega, Keingiaert de Gheluvelt, Helias d'Udeghem en Borluut. De drie zoons waren:
- Philippe de Lens.
- Louis de Lens (1773-1840).
- François de Lens (1774-1840), generaal-majoor in het Nederlands leger.

In 1840 waren de laatste mannelijke leden van de familie de Lens overleden en in 1868 stierf de laatste naamdraagster.